# Chaetodipus nelsoni
Chaetodipus nelsoni és una espècie de mamífer rosegador de la família dels heteròmids. Viu a Mèxic i els Estats Units, des del desert de Chihuahua fins a l'oest de Texas i l'extrem sud-oriental de Nou Mèxic. S'alimenta exclusivament de llavors. El seu hàbitat natural són els matollars desèrtics, on se la troba en sòls rocosos amb matolls dispersos. És una espècie en risc mínim, és a dir, no sembla que hi hagi cap amenaça significativa per a la seva supervivència.
Aquest tàxon fou anomenat en honor del naturalista i etnòleg estatunidenc Edward William Nelson.